# Tamolanica katauana
Tamolanica katauana är en bönsyrseart som beskrevs av Giglio-tos 1912. Tamolanica katauana ingår i släktet Tamolanica och familjen Mantidae. Inga underarter finns listade i Catalogue of Life.